# Lykkelige omstændigheder
Lykkelige omstændigheder er en dansk dokumentarserie i tre afsnit fra 2000 instrueret af Vibeke Heide Jørgensen og Gitte Løkkegaard.
Man kan spørge hvem som helst, der har prøvet det: Intet i livet er så stort som at få sit første barn. Ingen tid er lykkeligere, hårdere, mere turbulent end månederne efter fødslen. Filmen følger ni kvinder og deres mænd igennem et helt år: Fra kvinderne er syv måneder henne i deres graviditet, gennem fødsel og barsel, for til sidst at følge dem tilbage ud på arbejdsmarkedet. De ni kvinder er forskellige i alder og temperament. Nogle er nervøse for at føde, andre tror, det går som en leg. Omstændighederne er forskellige, men de har én ting til fælles: De skal være mødre for første gang, deres babyer er undfanget indenfor de samme 14 dage, og de skal føde på samme tid - med mindre altså noget går galt.

## Afsnit
| # | Titel                               | Første sendedag |
| - | ----------------------------------- | --------------- |
| 1 | "Lykkelige omstændigheder - 1. del" |                 |
| 2 | "Lykkelige omstændigheder - 2. del" |                 |
| 3 | "Lykkelige omstændigheder - 3. del" |                 |